# Баки, Дон
Дон Баки, настоящее имя — Альдо Капони, (род. 21 августа 1939, Санта-Кроче-сулл'Арно, Тоскана) — итальянский певец, автор и киноактёр. Работал, в частности, с Адриано Челентано над его альбомом Azzurro. Также сотрудничал с Романом Кудликом и Софией Ротару для написания украинской версии итальянской песни L'immensità «Сизокрылый птах».
Дон Баки ещё в детстве научился играть на гитаре. В 1956 году под впечатлением от фильма Rock Around The Clock, в котором Билл Хейли спел под аккомпанемент группы «Comets» песню «Rock Around The Clock», Дон Баки начинает по вечерам (работая днём рабочим-дубильщиком) выступать с группой друзей под сценическим псевдонимом «Agatone & i Kiss». Вскоре он начинает писать собственные песни. В 1960 г. в Риме он самостоятельно, без продюсера, записывает свой первый 45-оборотный диск, с песнями «Volo lontano» и «Solo con te». Этот диск вышел под названием «Agatone e i Pirati» тиражом около 500 экземплярах. Несколько месяцев спустя со своей группой «Kiss» он записывает, тоже самостоятельно, в Турине следующий 45-и оборотный диск с песнями «Bill Haley rock» (автор Альберто Сенези) и «Non arrossire» (автор Джорджо Габер).
Выступал на Фестивале Sanremo 1967 с песней L'immensità.
Участник многих телепередач, в частности Domenica in, Ora o mai più на канале Rai1.

## Избранная фильмография
- Монах из Монцы — режиссёр Серджо Корбуччи (1963)
- Суперограбление в Милане — режиссёр Адриано Челентано (1964)
- Бандиты в Милане — режиссёр Карло Лиццани (1968)
- Семь братьев Черви — режиссёр Джанни Пуччини (1968)
- Сатирикон — режиссёр Джан Луиджи Полидоро (1969)
- Дикие псы (Cani arrabbiati) — режиссёр Марио Бава (1974,1998)